# Люди (максісингл)
Люди - максісингл українського гурту Бумбокс, презентований 1 квітня 2016 року на лейблі Moon Records.

## Про максісингл
Андрій Хливнюк, лідер гурту:
|  | Сингл записаний протягом двох останніх років на студії «Бобіна» у Києві. Тексти я писав протягом двох останніх років. Музику і слова ми підбирали під назву однієї пісні – «Люди». Тому і максісингл вийшов об’єднаний однією назвою. Все це – пісні про людей, думки про кохання та соціальний контекст. |

Денис Левченко, басист:
|  | Коли ти пишеш альбом, важливо бути відкритим і комунікабельним. Думаю, нам це вдалося. Музиканти люблять говорити про кожен альбом, як про більш «дорослий». Можете мене закидати помідорами, але «Люди» – саме такий. Найголовніше для мене – це крок вперед в плані роботи з мелодією і гармонією. |

Олександр Люлякін, барабанщик:
|  | Було кілька версій пісні «Люди». До речі, вона записувалася довше за інших. В одній з версій я, наприклад, використовував тільки електронні звуки, грав на семплері. Це був експеримент; може, її і опублікують колись. «Рок-н-рол» починався як жарт. Я грав важкий хіп-хоп біт, ми сміялися, було дуже весело. Потім Андрій дістав записну книжку і каже: «Це круто, давайте грати!». Муха почав грати риф, Паша з божевільними басами... Дуже цікава пісня! |

Валентин Матіюк, діджей:
|  | Я б хотів розповісти про пісню «Мала». Це красива пісня, і я дуже хотів поліпшити її, а не покалічити. Я знайшов багато красивих семплів, вони підходили, але хотілося чогось особливого. І я спробував вертушку, яку ніколи не використовував – Vestax SPD-3000 – грав на midi-клавіатурі, скретчував. Сподіваюся, почуєте. Ще мені більше, ніж будь-коли, сподобалися тексти Андрія. Наче про мене написано. |

Андрій Самойло, гітара:
|  | Всі пісні з цього максісинглу були записані в різний час, у них різний настрій, вони дуже відрізняються одна від одної на енергетичному рівні. Ми довго над ними працювали, і мені подобається, як звучить сингл. Не в останню чергу тому, що в групу прийшов Паша і ми стали ще сильнішими. |

## Список композицій
| #  | Назва                                 | Тривалість |
| -- | ------------------------------------- | ---------- |
| 1. | «Люди»                                | 4:52       |
| 2. | «Мала»                                | 4:27       |
| 3. | «Выход»                               | 5:21       |
| 4. | «Рок-н-рол»                           | 4:51       |
| 5. | «Злива» (за участі Jamala і Pianoбой) | 5:49       |